# 威廉·斯坦尼茨
威廉·斯坦尼茨（英語：Wilhelm Steinitz，后更名为，1836年5月17日—1900年8月12日）是一位奥地利（后入美国国籍）國際象棋大师，也是1886年至1894年间首个连续夺得世界國際象棋錦標賽冠军者。 此外，他还是一位非常有影响力的作家、國際象棋理论家。

## 國際象棋生涯(截至1886年)

### 早期階段
斯坦尼茨大約12歲時從一位同學那裡學會了下國際象棋。1858年，他進入維也納理工學院，但很快就輟學並全職從事國際象棋。1861年，他在維也納城市錦標賽中以30/31分的成績獲得第一名，並受邀代表奧地利參加1862 年的倫敦錦標賽，他的在國際首秀中獲得第六名。錦標賽結束後他立即向杜波依斯（倫敦第五名選手）發起挑戰。斯坦尼茨以5.5-3.5擊敗杜波依斯，開啟了他32年的連勝紀錄。在第一次勝利後，他決定成為一名國際象棋職業選手並搬到了倫敦。

### 崛起
斯坦尼茨在1862-1863年繼續他的比賽成功，擊敗了英國頂級大師布萊克本。1863年，他還在比賽中擊敗了英國大師迪肯和蒙格雷迪恩。1864年，斯坦尼茨擊敗了另一位英國大師瓦倫丁·格林。這些比賽的勝利使斯坦尼茨被公認為世界頂級棋手之一。1866年斯坦尼茨在一場比賽中以8勝0平6負的成績擊敗了安德森，震驚了世界。

### 世界頂級棋手
斯坦尼茨在1872年的比賽中以9-3的比分擊敗祖克托特（7勝4平1負）。1873年，斯坦尼茨參加了維也納錦標賽，與布萊克本並列第一，領先安德森、羅森塔爾、保爾森和伯德。他在延長賽中擊敗布萊克本獲得第一名。1873 年維也納錦標賽後，斯坦尼茨退出錦標賽直至1882 年。
斯坦尼茨在 1882 年維也納錦標賽上復出，他與威納維爾並列第一，領先梅森、祖克托特、布萊克本、保爾森、奇戈林等人。1882年底，他前往美國，在兩場比賽中擊敗了塞爾曼，並於1883年擊敗了古巴冠軍戈爾馬約。

### 國際象棋世界冠軍
1886年斯坦尼茨和祖克托特在紐約進行一場比賽，首先贏得10場比賽的選手獲勝。最終施泰尼茨以12.5-7.5（十勝五平五負）決定性獲勝，成為第一個獲得世界國際象棋錦標賽冠軍的人。
1. ↑  . www.britannica.com.   [2023-12-12]. （原始内容存档于2019-01-12） （英语）.
2. ↑  . chess24.com.   [2023-12-12]. （原始内容存档于2023-12-12） （英语）.
3. ↑  . Chess.com.   [2023-12-12]. （原始内容存档于2023-12-16） （美国英语）.
4. ↑  . Chess.com.   [2023-12-12]. （原始内容存档于2023-12-16） （美国英语）.
5. ↑  . www.chesscorner.com.   [2023-12-12]. （原始内容存档于2023-09-26）.
6. ↑  . web.archive.org. 2008-06-19  [2023-12-12]. （原始内容存档于2008-06-19）.
7. ↑  . Chess News. 2005-01-03  [2023-12-12]. （原始内容存档于2012-11-09） （英语）.
8. ↑  Steinitz, William. . McFarland https://books.google.com.hk/books?id=NltT4BinugsC&q=s. 2002-08-27  [2023-12-12]. ISBN 978-0-7864-1193-1. （原始内容存档于2023-12-12） （英语）. 缺少或|title=为空 (帮助)
9. ↑  . www.chessgames.com.   [2023-12-12]. （原始内容存档于2023-03-09）.